# گذرگاه واخجیر
گذرگاه واخجیر یا دهنهٔ واخجیر یا کوتل وجیر نام گردنه‌ای در ارتفاع ۴۹۲۳ متری در هندوکش و منتهی‌الیه خاوری دالان واخان است که به مرز افغانستان و چین ختم می‌گردد. این گذرگاه تنها مسیر مواصلاتی میان افغانستان و چین است که واخان را به شهرستان خودمختار تاشکورگان تاجیک در سین‌کیانگ ارتباط می‌دهد.
گذرگاه واخجیر بخشی از جاده ابریشم است. شوان‌زانگ، جهانگرد، مترجم و بهکشوی بودایی در بازگشت از سفر زیارتی به چین در سال ۶۴۹ میلادی از این گذرگاه عبور کرده‌است.
این گذرگاه به مدت پنج ماه در سال به دلیل برودت و برف مورد استفاده قرار نمی‌گرفته‌است.
اورل اشتاین عبور از این گذرگاه را علی‌رغم دشواری مسیر، آسان توصیف کرده‌است.
تنگهٔ واخجیر، مسیر تجاری میان بدخشان و یارکند (در چین امروزی) بوده‌است. با این حال بیگانگان اندکی موفق به عبور از آن شده‌اند. ظاهراً مارکو پولو نیز از این مسیر عبور کرده، اگرچه او به نام آن اشاره ننموده‌است.
گذرگاه واخجیر بزرگترین تغییر زمانی بین‌المللی در کرهٔ زمین، را شامل می‌گردد که تغییر سه ساعت و سی دقیقه‌ای زمان از زمان رسمی در چین (UTC+8) به زمان رسمی در افغانستان (UTC+4:30) است؛ به‌طوریکه اگر در سمت چینی این گذرگاه ساعت ۱۷:۳۰ باشد در سمت افغانی آن ساعت ۱۴:۰۰ است.

## طرح کلی
آن سوی گردنه جاده‌ای وجود ندارد. در طرف چینی، فقط برای پرسنل نظامی قابل دسترسی است. یک حصار سیم خاردار به طول ۹۲ کیلومتر (۵۷ مایل) در مرز ایجاد شد و یک پاسگاه مرزبانی چینی در ککتولوک در ۲۰ کیلومتری (۱۲ مایلی) شرق گذرگاه وجود دارد.